# Distretto di Bratislava V
Il distretto di Bratislava V (in lingua slovacca: Okres Bratislava V) è un distretto della Slovacchia facente parte della regione di Bratislava. Si tratta di uno dei cinque distretti che compongono la città di Bratislava.
Copre le aree meridionali di Bratislava ed è composto dai quartieri di Petržalka, Jarovce, Rusovce e Čunovo. Confina con il Danubio a nord e ad est, che forma i suoi confini con il distretti di Bratislava I, Bratislava II, Bratislava IV e Senec, con l'Ungheria a sud e con l'Austria a ovest. Fino al 1920 la parte settentrionale del distretto era parte del comitato ungherese di Pozsony, mentre la parte meridionale è stata prima parte del comitato ungherese di Moson fino al 1920 e poi parte del comitato ungherese di Győr fino al 1947. È l'unico territorio slovacco che si trova sulla riva destra del Danubio.

## Geografia antropica

### Suddivisioni amministrative
Il distretto è suddiviso in 4 quartieri, aventi autonomia amministrativa a livello di comune:
- Čunovo
- Jarovce
- Petržalka
- Rusovce